# BRCA2
La proteína BRCA2 (de sus siglas en inglés "Breast Cancer Type 2 susceptibility protein") es una proteína codificada en humanos por el gen BRCA2. Se han identificado ortólogos de BRCA2 en la mayoría de mamíferos para los cuales el genoma completo está disponible. BRCA2 pertenece a la familia de genes supresores de tumores y la proteína codificada por este gen está implicada en reparación de daño cromosómico con un importante papel en la reparación libre de errores de cortes en la doble hebra de ADN.
El gen BRCA2 está localizado en el brazo largo (q) del cromosoma 13 en la posición 12.3 (13q12.3), desde la base 31.787.616 a la base 31.871.804. Se han identificado cientos de mutaciones en este gen, muchas de las cuales causan un incremento en el riesgo de sufrir cáncer de mama.  Las mujeres que presentas estas mutaciones tienen un riesgo acumulado hasta los 70 años de entre 33- 95% para cáncer de mama, y entre 4 y 47% para cáncer de ovario.

## Función
Aunque las estructuras de los genes BRCA1 y BRCA2 son muy diferentes, al menos algunas de sus funciones están interrelacionadas. Las proteínas codificadas por ambos genes son esenciales en la reparación del ADN. La proteína BRCA2 se une y regula la proteína producida por el gen RAD51 para arreglar cortes en el ADN. Estos cortes pueden ser causados por radiación natural o médica, u otro tipo de exposiciones ambientales, pero también se producen cuando los cromosomas intercambian material genético durante el proceso de la meiosis. La proteína BRCA1 también interacciona con la proteína RAD51. Mediante la reparación del ADN, estas tres proteínas juegan un importante papel en el mantenimiento y estabilidad del genoma humano, evitando peligrosas reorganizaciones génicas que pueden conducir al desarrollo de diversos cánceres hetológicos. Al igual que BRCA1, BRCA2 también regula probablemente la actividad de otros genes, jugando un papel crucial en el proceso de embriogénesis.

## Importancia clínica
Ciertas variaciones del gen BRCA2 pueden causar un incremento del riesgo de sufrir cáncer de mama. Los científicos han identificado cientos de mutaciones en este gen, muchas de las cuales causan dicho incremento del riesgo a sufrir cáncer. Estas mutaciones suelen ser inserciones o deleciones de un pequeño número de pares de bases de ADN en el gen. Como resultado de estas mutaciones, la proteína codificada BRCA2 es anormal y no funciona correctamente. Los científicos creen que una proteína BRCA2 anormal es incapaz de arreglar las mutaciones que se producen en otros genes. Como resultado, las mutaciones se fijan y pueden terminar causando que las células comiencen a dividirse descontroladamente dando lugar a un tumor.
Los individuos que poseen dos copias mutadas del gen BRCA2 padecen un tipo de anemia de Fanconi. Esta condición es causada por la drástica reducción de los niveles de BRCA2 en las células, lo que permite la acumulación de ADN dañado (mutaciones). Los pacientes con anemia de Fanconi son propensos a diversos tipos de leucemia, tumores sólidos, especialmente en cabeza, cuello, piel y órganos reproductores, y eliminación de la médula ósea (lo que reduce la producción de células rojas y conduce a anemia). Casi cualquier mutación de los genes BRCA1 o BRCA2 incrementa gravemente los riesgos de padecer un subgrupo de linfomas y leucemia.
Además del cáncer de mama en mujeres y hombres, las mutaciones de BRCA2 también pueden conducir a un incremento del riesgo de sufrir cáncer de ovario, de las trompas de Falopio, de próstata y de páncreas, así como melanoma maligno. En algunos estudios, las mutaciones en la parte central del gen han sido asociadas con un aumento del riesgo de padecer cáncer de ovario y una reducción del riesgo a sufrir cáncer de próstata, con respecto a las mutaciones en otras partes del gen. También se han observado otros tipos de cáncer en ciertas familias con mutaciones del gen BRCA2.

## Historia
El gen BRCA2 fue descubierto en 1994 por el Profesor Michael Stratton y el Doctor Richard Wooster (Institute of Cancer Research, UK). El Wellcome Trust Sanger Institute (Hinxton, Cambs, UK) colaboró con Stratton and Wooster para aislar el gen. En honor de este descubrimiento y de esta colaboración, el Wellcome Trust participó en la construcción de un ciclo de rutas entre el hospital Addenbrooke (Cambridge) y la cercana villa de Great Shelford. Está decorada con más de 10 000 líneas de 4 colores representando la secuencia de nucleótidos del gen BRCA2. Además, forma parte de la ruta 11 de la National Cycle Network, y puede ser vista desde el tren que va de Cambridge a Londres.

## Patentes y Controversia
En 1994, a través de la Universidad de Utah, el ‘National Institute of Environmental Health Sciences’ y ‘Myriads Genetics’, patentaron en EE. UU. el aislamiento del gen BRCA1 y las mutaciones relacionadas con una mayor predisposición a padecer cáncer, así como los métodos para diagnosticar las probabilidades de padecer cáncer de mama. De esta forma, el gen BRCA1 se convirtió en el primer gen patentado, siguiéndole el BRCA2 por ‘Myriad Genetics’ en 1995.
De esta forma, ‘Myriad Genetics’ se hizo con la patente de estos genes, ofertando su estudio a elevados costes e impidiendo realizar estudios paralelos para confirmar su validez.
En junio de 2013, la Corte Suprema de EE. UU. anunció que un segmento de ADN es u producto natural, el cual no puede ser patentado bajo ningún concepto. Esta decisión invalidó la patente del BRCA1 y BRCA2. No obstante, actualmente sigue abierto un proceso jurídico sobre este asunto por la Corte Federal de Australia.

## Mutaciones de BRCA2 en la línea germinal y efecto asociado
Todas las mutaciones del gen BRCA2 en la línea germinal identificadas hasta la fecha han sido heredadas, sugiriendo la posibilidad de un efecto "fundador" en el que una cierta mutación es común a un grupo de población bien definido y puede teóricamente ser trazada la línea evolutiva hasta un ancestro común. Dada la complejidad del barrido de mutaciones de BRCA2, las mutaciones comunes pueden simplificar los métodos requeridos para barrer mutaciones en ciertas poblaciones. El análisis de mutaciones que ocurre con alta frecuencia también permite el estudio de su expresión clínica. Un asombroso ejemplo de mutación fundadora es encontrado en Islandia, donde una mutación sencilla de BRCA2 (999del5) puede explicar prácticamente todos los cánceres de mama y de ovarios familiares. Esta mutación conduce a la producción de una proteína altamente truncada. En un estudio más completo donde se examinaron cientos de individuos con y sin cáncer, esta mutación 999del5 fue encontrada en el 0,6% de la población general. Mientras que el 72% de los pacientes que resultaron ser portadores, tenían una historia familiar moderada o grave de cáncer de mama, el 28% tenían una historia familiar leve o limpia de esta enfermedad. Esto sugería la presencia de modificaciones génicas que afectan la expresión fenotípica de esta mutación, o posiblemente la interacción de la mutación BRCA2 con factores ambientales. Además, existen otros ejemplos de efectos fundadores de BRCA2 que se exponen en la siguiente tabla: (datos obtenidos principalmente de Lacroix et al. (2005); referencia de la nomenclatura de mutaciones obtenida de Den Dunnen et al. (2000))
| Población o subgrupo    | Mutación(es) de BRCA2        | Referencia(s) |
| ----------------------- | ---------------------------- | ------------- |
| Judíos ashkenazíes      | 185delAG, 188del11, 5382insC | [ 16 ]        |
| Holandeses              | 5579insA                     | [ 17 ]        |
| Finlandeses             | T8555G, 999del5, IVS23-2A>G  | [ 18 ] [ 19 ] |
| Canadienses francófonos | 8765delAG                    | [ 20 ]        |
| Alemanes                | C61G                         | [ 21 ]        |
| Húngaros                | 9326insA                     | [ 22 ]        |
| Islandeses              | 999del5                      | [ 13 ] [ 14 ] |
| Italianos               | 8765delAG                    | [ 23 ]        |
| Irlandeses del norte    | 6503delTT                    | [ 24 ]        |
| Pakistaníes             | 3337C>T                      | [ 25 ]        |
| Escoceses               | 6503delTT                    | [ 24 ]        |
| Eslovenos               | IVS16-2A>G                   | [ 26 ]        |
| Españoles               | 936delAAAC, 9254del5         | [ 27 ]        |
| Suecos                  | 4486delG                     | [ 28 ]        |

## Firmas mutacionales asociadas a BRCA1 y BRCA2
Las firmas mutacionales del cáncer son los procesos de mutación en el ADN de las células que siguen un patrón característico y fijo. De 560 cánceres de mama analizados, 90 tuvieron mutaciones inactivadoras en BRCA1 o BRCA2 en la línea germinal o somática, o mostraron metilación del promotor BRCA1. La pérdida del cromosoma 17 o 13 se observó en 80 de los 90 casos. Estos exhibieron muchas mutaciones de sustitución de base de la firma 3, y sustituciones de doble nucleótido de la firma 8. Así, estas dos firmas están asociadas con la ausencia de BRCA1 y BRCA2.
Los cánceres con mutaciones en BRCA1, pero no en BRCA2, muestran un gran número de pequeñas duplicaciones en tándem de la firma de reordenación 3. Los cánceres con mutaciones BRCA1 o BRCA2 muestran un número sustancial de deleciones de firma de reordenación 5.

## Interacciones
La proteína BRCA2 ha demostrado ser capaz de interaccionar con:
- BRE[30]
- Filamina A[31]
- Proteína de replicación A1[32]
- BRCC3[30]
- RAD51[30][33][34][35][36][37][38][39][40][41][42][43][44]
- BARD1[30][45]
- HMG20B[46][47]
- FANCD2[48][49][50]
- FANCG[51]
- BRCA1[30][37][43][52]
- PLK1[34][53] PCAF,[34][54]
- C11orf30[55]
- p53[30][44]
- BUB1B[56]
- BCCIP[42]
- SHFM1[57][58]
- SMAD3[59]